# Messenger Plus! Live
Messenger Plus! Live era un'estensione non ufficiale per Windows Live Messenger, sviluppata dal programmatore Patchou.
Messenger Plus! Live permetteva di aggiungere al programma ufficiale alcune caratteristiche come la personalizzazione dei nome e stato utente e l'accesso ad altre applicazioni rimanendo in ambiente Messenger (tra cui msn.com ed msn gruppi)
Altre caratteristiche, presenti anche in altri client di messaggistica istantanea, sono i messaggi automatici nel caso l'utente non sia a computer e il salvataggio dei log delle conversazioni. L'estensione è disponibile esclusivamente per il sistema operativo Windows.
Il programma si chiamava inizialmente Messenger Plus! e la sua ultima versione distribuita è stata la 3.63.148 del 4 aprile 2006. Poi, a seguito dell'uscita del nuovo Windows Live Messenger, l'estensione è stata rinominata Messenger Plus! Live. La vecchia versione (per MSN Messenger) non è più sviluppata, né supportata, ma scaricabile gratuitamente dal sito del programma.
Le caratteristiche principali di Messenger Plus! Live includevano: Emoticon personalizzate: Consentiva agli utenti di creare emoticon personalizzate e condividerle con i loro contatti.    skin e temi: Forniva una gamma di skins e temi personalizzabili per personalizzare l'aspetto di Windows Live Messenger.    Messaggi di stato personalizzati: Permetteva agli utenti di utilizzare messaggi di stato più lunghi e personalizzati rispetto a quelli predefiniti.    Registrazione delle conversazioni: Consentiva di registrare le conversazioni e salvarle su disco.    Avvisi personalizzati: Gli utenti potevano configurare avvisi e suoni personalizzati per i messaggi e gli eventi del software.    Messaggi di testo in stile tabella: Consentiva la creazione di messaggi di testo strutturati utilizzando tabelle e formattazione avanzata. Messenger Plus! Live era molto popolare tra gli utenti di Windows Live Messenger e offriva un modo per personalizzare e arricchire l'esperienza di messaggistica. Tuttavia, è importante notare che Messenger Plus! Live potrebbe comportare problemi di sicurezza o conflitti con il software di messaggistica e potrebbe non essere più supportato o disponibile per le versioni più recenti di Windows Live Messenger o di altri programmi di messaggistica.

## Personalizzazione
Con questa estensione, utilizzando tag molto simili ai BBcode, è possibile aggiungere una formattazione al nome utente, al messaggio personale e ai testi inviati nelle chat:
- [b] e il tag di chiusura [/b] oppure ·# per il testo in grassetto;
- [i] e il tag di chiusura [/i] oppure ·& per il testo in corsivo;
- [u] e il tag di chiusura [/u] oppure ·@ per il testo sottolineato;
- [s] e il tag di chiusura [/s] oppure ·' per il testo sbarrato.

È anche possibile modificare il colore dei nomi utente.
- [c=codice colore] e il tag di chiusura [/c] per il colore del testo;
- [a=codice colore] e il tag di chiusura [/a] per lo sfondo.

oppure
- ·$colore,sfondo per la selezione del colore (primo parametro) e dello sfondo (secondo parametro).

## Spyware e privacy
Installando Messenger Plus! Live, previo consenso potrebbero risultare installati anche alcuni Adware che mostrano banner pubblicitari con accesso a siti non affidabili. Gli Adware aggiungono anche alcuni link nei Preferiti di Internet Explorer. Era però possibile impedire l'installazione di questi sponsor durante il processo di setup oppure era possibile disattivarli in seguito dalle opzioni del programma.
A partire dalla versione 3.60 del programma (distribuita il 27 settembre 2005), lo sponsor era dotato di un contratto di licenza (EULA) separato dal contratto di licenza del programma vero e proprio.
Il programma inviava alcune informazioni al server del produttore del programma a scopo statistico: operazione che non veniva segnalata durante l'installazione del programma né al suo primo avvio ma che era comunque possibile disattivare dalle preferenze.
La funzione, pertanto, non era più presente nell'ultima versione di Messenger Plus! Live.

## Espansioni
Grazie al linguaggio JavaScript era possibile integrare nuove funzioni in Messenger Plus! Live: questa caratteristica poteva essere utile ai programmatori che desideravano aggiungere caratteristiche o funzionalità al programma di messaggistica Windows Live Messenger. Numerose estensioni realizzate dagli utenti erano scaricabili gratuitamente dal sito ufficiale del programma e da numerosi siti che trattavano l'argomento.
Erano utilizzabili ad esempio estensioni per visualizzare quando veniva avviata una conversazione ma non venivano inviati messaggi (caratteristica supportata nativamente da altri programmi che utilizzavano il protocollo Microsoft, come aMSN), per ridurre lo spazio di RAM occupato dal programma, per effettuare uno screenshot e inviarlo immediatamente ai propri contatti o per replicare l'avatar e il font utilizzati da un altro utente.